# Katsuyuki Nakasuga

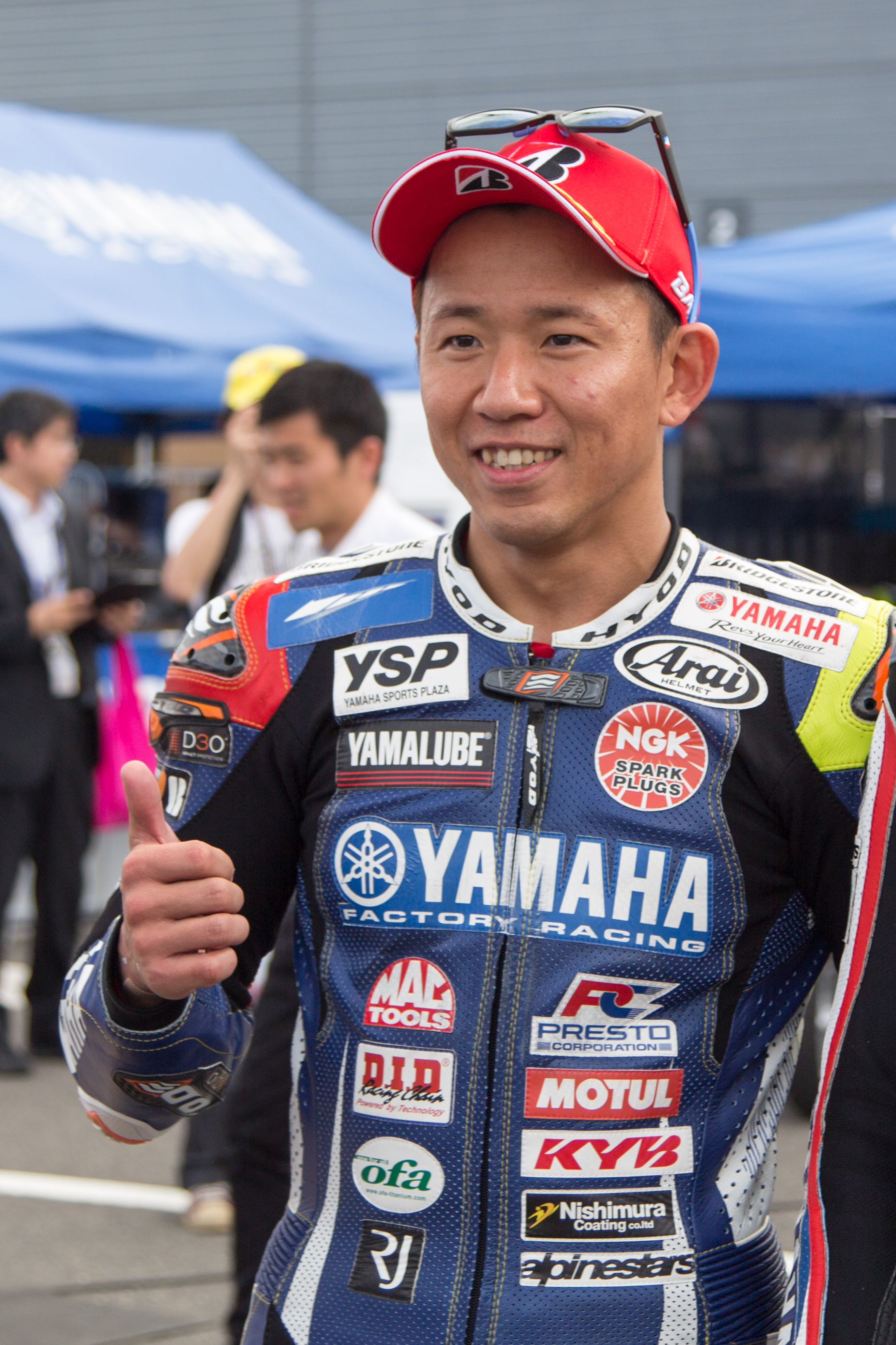
Kats Nakasuga 2016.

Katsuyuki Nakasuga, född 9 augusti 1981, är en japansk roadracingförare. Han har vunnit de japanska mästerskapen i Superbike 2008-2009 och 2012-2016.  Han är även testförare för Yamaha. I världsmästerskapen i roadracing har han gjort enstaka tävlingar i klasserna 250GP 2002-2004 och i MotoGP, där han kört någon tävling varje år från 2011. Främsta placeringen är en andraplats i Valencias Grand Prix säsongen 2012, då han hoppade in som ersättningsförare i Yamahas fabriksteam för den skadade Ben Spies. Tillsammans med Pol Espargaró och Bradley Smith vann Nakasuga Suzuka 8-timmars för Yamaha 2015. Han upprepade bedriften 2016 med Espargaró och Alex Lowes och 2017 med Alex Lowes och Michael van der Mark.
.

## Källor

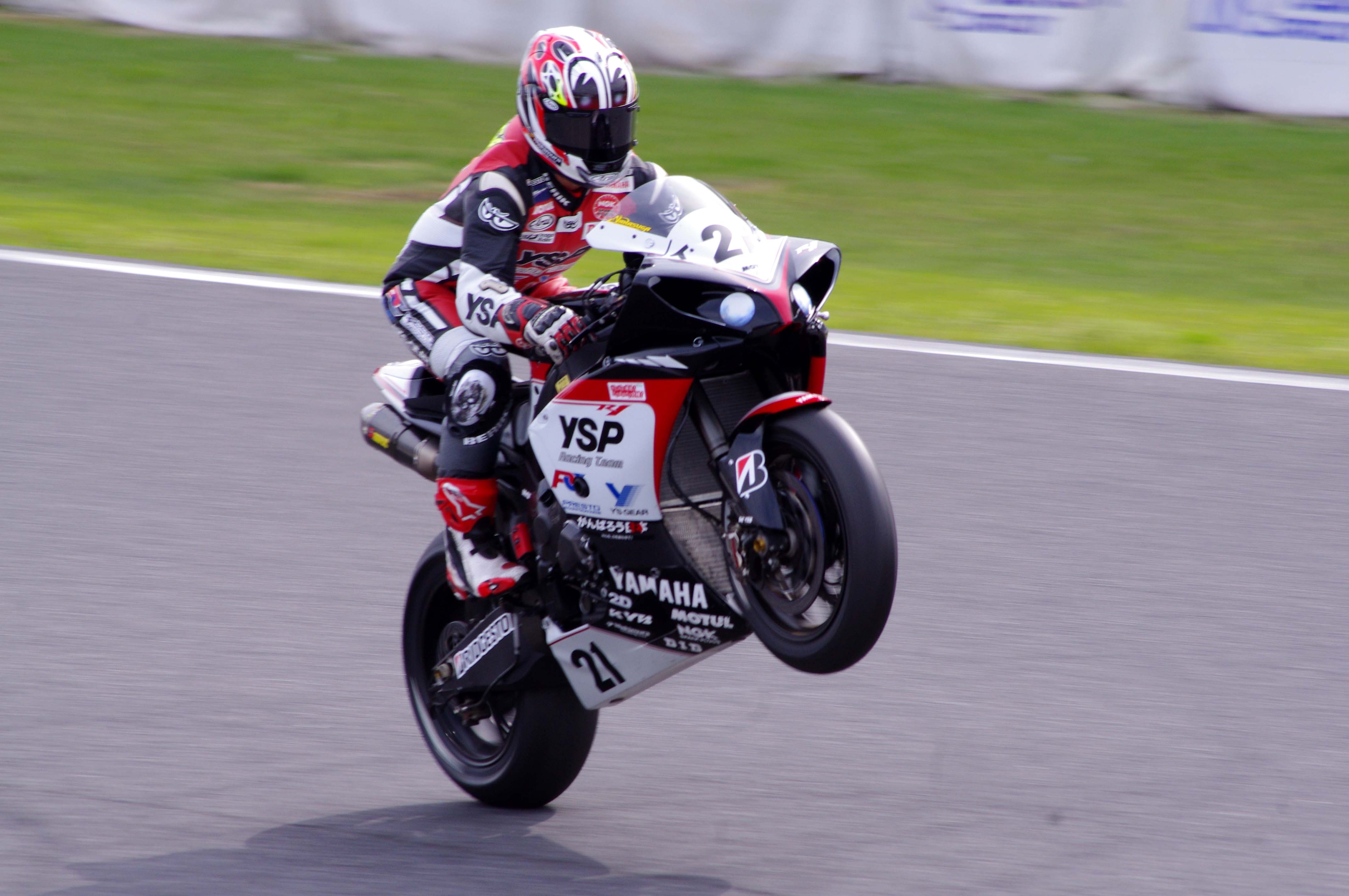
Kats Nakasuga med sin karaktäristiska skyddshjälm.